# Di-n-hexylsulfid
Di-n-hexylsulfid ist eine chemische Verbindung der Gruppe der Thioether.

## Verwendung
Di-n-hexylsulfid wird, wie auch Di-n-octylsulfid, zur selektiven Abtrennung von Palladium und Gold von anderen Metallen aus salzsauren Lösungen verwendet.